# Miguel Ángel Roig
Miguel Ángel Roig (25 de junio de 1921 - 14 de julio de 1989) fue un ingeniero argentino. Fue el primer ministro de Economía del presidente Carlos Menem, cargo que ocupó por poco tiempo ya que falleció a los cinco días de asumir. 

## Biografía

### Formación y trayectoria
De profesión ingeniero civil, recibió un Premio Konex en 1988 por su extensa trayectoria como empresario ejecutivo durante los años 1970 y 1980, siendo Presidente de Compañía Química S.A., de Grafa S.A. y de IDEA (Instituto para el Desarrollo de Empresarios en la Argentina), fue además director ejecutivo de SANBRA, en San Pablo (Brasil). Se desempeñaba como vicepresidente ejecutivo general de Bunge & Born cuando Carlos Menem lo llamó, para que diseñe e implemente lo que se conoció como Plan BB. En 1969 crea la Comisión de Estudios Económicos y Sociales (CEES), fundación dedicada a la investigación de los problemas económicos de Argentina y Latinoamérica.

### Ministro de Economía
En el marco de la fuerte espiral hiperinflacionaria que azotaba a la Argentina que acabó con el gobierno anticipado de Raúl Alfonsin, Menem se reunió el 23 de mayo de 1989 con diferentes economistas a pocos días de haber ganado las elecciones. Propusieron un modelo económico basado en los postulados del economista estadounidense Lawrence Klein,galardonado con el Premio Nobel de Economía en 1980 por la creación de modelos econométricos y su aplicación al análisis de las fluctuaciones económicas y políticas económicas.Los colaboradores de Klein llegaron a establecer contacto con el ministro con objetivo de vincularse al contexto económico argentino. El plan logró la inversión de US$ 3.500 millones de dólares por parte de los conglomerados empresariales. significó la posibilidad de alcanzar el liderazgo en el país frente a Pérez Companc. La designación de Roig a cargo de la cartera de economía fue anunciada por Menem el 30 de mayo, mientras que Domingo Cavallo, quien sería designado entonces Canciller. Asimismo, el macroeconomista asesor de Menem Eduardo Curia sería designado secretario de Gestión Económica y virtual viceministro de Economía.
El 19 de junio, Roig anunció su plan económico, con medidas tales como elevar el valor del dólar y fijarlo en un determinado precio, crear una nueva moneda, hacer autónomo al Banco Central, refinanciar la deuda interna en títulos y bonos de manera compulsiva, emitir líneas de crédito blandas y dar un shock productivo, favoreciendo las exportaciones, atraer la inversión extranjera y  una leve reducción general de aranceles del 5% con el objetivo de fomentar la competencia, y una baja gradual para las retenciones a las exportaciones de productos agroganaderos. En consecuencia potenció el comercio exterior. En cuanto deuda externa, se negociaría la postergación del pago de intereses a cambio de facilidades a bancos privados para capitalizar la deuda externa.
En los siguientes días, Roig anunció la suba de salarios (una promesa electoral de Menem, divulgada como Salariazo), así como del precio de la nafta, al tiempo que presentó al Congreso Nacional el proyecto de Ley de Emergencia Económica y se reunió con los grupos empresarios para frenar  la inflación, negociando la firma de una tregua de precios. Juró como Ministro de Hacienda el 9 de julio de 1989, y murió el 14 del mismo mes en su automóvil, como consecuencia de un infarto, el día en que se proponía concretar el acuerdo de precios con los grupos empresariales, que sería firmado dos días después.
A pesar de su corto tiempo como ministro las medidas permitieron un ahorro que Argentina destinaría a lo largo de 1990 US$ 3500 millones para regularizar el pagó deuda externa y se daría al PBI un crecimiento del 4,5% en el año a comenzar, poniendo fin a la crisis arrastrada desde 1987.
Lo sucedió en el cargo el vicepresidente de Bunge & Born: Néstor Rapanelli.